# Baetisca columbiana
Baetisca columbiana är en dagsländeart som beskrevs av Edmunds 1960. Baetisca columbiana ingår i släktet Baetisca och familjen Baetiscidae. Inga underarter finns listade i Catalogue of Life.